# Ammotrechella maguirei
Ammotrechella maguirei är en spindeldjursart som beskrevs av Muma 1986. Ammotrechella maguirei ingår i släktet Ammotrechella och familjen Ammotrechidae. Inga underarter finns listade i Catalogue of Life.